# برشتوک
برشتوک یکی از انواع شیرینی‌های سنتی ایرانی است. بر اساس نوع آردی که مصرف می‌شود به نام برشتوک گندم و برشتوک نخودچی خوانده می‌شود. مواد آن را آرد نخودچی یا آرد گندم، روغن، شکر یا پودر قند و هل تشکیل می‌دهد. برای تهیه آن ابتدا آرد نخودچی تفت داده می‌شود و سپس پودر قند و هل به آن اضافه می‌شود. مواد در درون قالب شکل داده شده و در داخل یخچال سرد می‌شود.